# Rocco Galati
Rocco Galati, född 1959, är en kanadensisk advokat med grundlagsfrågor och frågor relaterade till terrorism som specialitet. Mellan 2011 och 2017 drev han ett rättsfall gentemot Kanadas regering för att få regeringen att besluta att Kanadas centralbank åter skall få låna ut pengar direkt till regeringen.